# Castillo Wakayama
El Castillo Wakayama (和歌山城 Wakayama-jō?) es un castillo japonés ubicado en Wakayama, prefectura de Wakayama, Japón.

## Historia
Originalmente era llamado Castillo Ōta y era hogar de los Saiga Ikki. Fue capturado por Toyotomi Hideyoshi en 1585 durante el asedio de Negoroji, cuando muchos monjes de Negoroji buscaron refugio en el castillo. Hideyoshi ordenó que se construyeran tres presas en los tres lados del castillo de manera que el cauce del río Kii así como el agua de lluvia pegaran directamente en el castillo lo que ocasionó que éste quedara destruido por la inundación. Los ocupantes del castillo se rindieron en su mayoría y cincuenta de ellos cometieron seppuku.
Ōta fue reconstruido más tarde como un templo Shinshu (budismo japonés). Bajo la supervisión de Toyotomi Hidenaga, hermano de Hideyoshi, fue construido nuevamente el castillo. Asano Yoshinaga se convirtió en el daimyō de la zona bajo las órdenes de Tokugawa Ieyasu por lo que tomó también el control del castillo. El castillo fue nuevamente atacado en 1615 por fuerzas leales a Toyotomi Hideyori con el fin de terminar con el Asedio a Osaka.
En el verano de 1615, miembros de la guardia del Castillo Osaka dejaron la ciudad con el fin de emboscar las fuerzas de Tokugawa. Ono Harunaga, Hanawa Naoyuki y Okabe Noritsuna junto con 3,000 hombres tomaron parte en el ataque al castillo Wakayama el cual era defendido y comandado en esos momentos por Asano Nagaakira, quien contaba con 5,000 hombres. Los hombres de Asano salieron del castillo para enfrentarse a las fuerzas de Toyotomi en lo que se conoce como Batalla de Kashii. Hanawa y Okabe murieron en la batalla, mientras que Ono se vio en la necesidad de huir de regreso a Osaka.
Los famosos jardines del castillo Nishinomaru-teien y Kokuwadera-teien fueron diseñados por Ueda Sōko, fundador de la escuela de chanoyu Ueda Sōko-ryū.
La apariencia actual del castillo corresponde a las modificaciones que realizó Tokugawa Yorinobu, décimo hijo de Tokugawa Ieyasu a principios del siglo XVII.
Al final del periodo Edo en 1867, cuando terminó el régimen de estructura feudal, el castillo Wakayama fue abierto por primera vez al público en general.
El castillo fue destruido durante los bombardeos de la Segunda Guerra Mundial y fue reconstruido en 1958 con hormigón, estando abierto desde entonces al público como símbolo de la ciudad y sitio histórico.